# Dunvegan
Dunvegan är en by på ön Isle of Skye i Highland i Skottland. Byn är belägen 14 km 
från Bracadale. Orten har 386 invånare (2011).